# Sergio Melillo
Sergio Melillo (* 16. listopadu 1955 Avellino) je italský římskokatolický duchovní a biskup Ariano Irpino-Lacedonie.

## Život
Narodil se 16. listopadu 1955 v Avellinu.
Vstoupil do Papežského regionalního semináře Kampánie v Neapoli. Po studiu teologie byl 9. září 1989 biskupem Gerardem Pierro vysvěcen na kněze a inkardinován do diecéze Avellino. Stal se farářem v Parolise a Salza Irpina. Později získal licenciát z dogmatické teologie. Od roku 1991 přednášel dogmatickou teologii na Vyšším institutu náboženských věd svatého Giuseppe Moscati v Avellinu a náboženskou kulturu na Università della Terza Età. Roku 1996 byl ustanoven farním vikářem katedrály.
V letech 1999–2002 byl biskupským vikářem, členem kněžské rady a katechetického úřadu. Zastával funkci ředitele diecézní charity. Roku 2005 byl jmenován generálním vikářem a moderátorem kurie, což vykonával do biskupského jmenování. Dne 23. května 2015 jej papež František jmenoval biskupem Ariano Irpino-Lacedonie. Biskupské svěcení přijal 31. července z rukou biskupa Francesca Marina a spolusvětiteli byli arcibiskup Adriano Bernardini a biskup Giovanni D'Alise.